# ناحیه ریچفیلد (شهرستان آدامز، ایلینوی)
ناحیه ریچفیلد، شهرستان آدامز، ایلینوی (به انگلیسی: Richfield Township) یک منطقهٔ مسکونی در ایالات متحده آمریکا است که در شهرستان آدامز، ایلینوی واقع شده‌است. ناحیه ریچفیلد ۴۱۱ نفر جمعیت دارد و ۲۰۲ متر بالاتر از سطح دریا واقع شده‌است.